# محمد اکرم (بازیکن فوتبال)
محمد اکرم (انگلیسی: Muhammed Ikram؛ زادهٔ ۸ ژانویهٔ ۱۹۸۸) بازیکن فوتبال اهل پاکستان بود.
وی همچنین در تیم ملی فوتبال پاکستان بازی کرده است.